# Ronde van Frankrijk 2011/Eenentwintigste etappe
De eenentwintigste etappe van de Ronde van Frankrijk 2011 werd verreden op 24 juli 2011 over een afstand van 95 kilometer tussen Créteil en Parijs (Avenue des Champs-Élysées).

## Verloop
Naar aloude traditie werd het een wandeling van het peloton tot aan de Champs-Elysées.
Daar ontsnapte Ben Swift, spoedig gevolgd door een vijftal: Sérgio Paulinho, Kristjan Koren, Christophe Riblon, Jérémy Roy en Lars Bak. Ze hielden het een drie kwartier vol, met een maximum voorsprong van rond de halve minuut. Na enkele late uitvallen met onder meer Philippe Gilbert diende het volledige peloton zich aan voor de laatste eindspurt. Uitstekend gegangmaakt door zijn ploeg Team HTC-High Road behaalde Mark Cavendish zijn vijfde etappezege met overwicht. De groene trui ging definitief naar hem. Cadel Evans won als eerste Australiër ooit het geel. De bolletjes waren voor Samuel Sánchez en Pierre Roland ging met de trui van beste jongere naar huis. Team Garmin-Cervélo toonde zich als de beste ploeg.

### Tussensprint
| Tussensprint Haut des Champs-Elysées na 62,5 km |                 |        |
| Plaats                                          | Naam            | Punten |
| Winnaar                                         | Kristjan Koren  | 20     |
| 2                                               | Jérémy Roy      | 17     |
| 3                                               | Sérgio Paulinho | 15     |

## Uitslagen
| Rituitslag |                      |                     |          |
| Plaats     | Naam                 | Ploeg               | Tijd     |
| Winnaar    | Mark Cavendish       | Team HTC-High Road  | 2u27'02" |
| 2          | Edvald Boasson Hagen | Sky ProCycling      | z.t.     |
| 3          | André Greipel        | Omega Pharma-Lotto  | z.t.     |
| 4          | Tyler Farrar         | Team Garmin-Cervélo | z.t.     |
| 5          | Fabian Cancellara    | Team Leopard-Trek   | z.t.     |
| 6          | Daniel Oss           | Liquigas-Cannondale | z.t.     |
| 7          | Borut Božič          | Vacansoleil-DCM     | z.t.     |
| 8          | Tomas Vaitkus        | Pro Team Astana     | z.t.     |
| 9          | Gerald Ciolek        | Quick Step          | z.t.     |
| 10         | Jimmy Engoulvent     | Saur-Sojasun        | z.t.     |
|            |                      |                     |          |
| 28         | Rob Ruijgh           | Vacansoleil-DCM     | z.t.     |
| 42         | Dries Devenyns       | Quick Step          | z.t.     |

## Klassementen
| Algemeen Klassement |                        |                     |           |
| Plaats              | Naam                   | Ploeg               | Tijd      |
| Gele trui           | Cadel Evans            | BMC Racing Team     | 86u12'22" |
| 2                   | Andy Schleck           | Team Leopard-Trek   | +1'34"    |
| 3                   | Fränk Schleck          | Team Leopard-Trek   | +2'30"    |
| 4                   | Thomas Voeckler        | Team Europcar       | +3'20"    |
| 5                   | Alberto Contador       | Saxo Bank-Sungard   | +3'57"    |
| 6                   | Samuel Sánchez         | Euskaltel-Euskadi   | +4'55"    |
| 7                   | Damiano Cunego         | Lampre-ISD          | +6'05"    |
| 8                   | Ivan Basso             | Liquigas-Cannondale | +7'23"    |
| 9                   | Tom Danielson          | Team Garmin-Cervélo | +8'15"    |
| 10                  | Jean-Christophe Peraud | AG2R-La Mondiale    | +10'11"   |
|                     |                        |                     |           |
| 13                  | Kevin De Weert         | Quick Step          | +16'29"   |
| 21                  | Rob Ruijgh             | Vacansoleil-DCM     | +33'04"   |

| Ploegenklassement |                             |            |
| Plaats            | Ploeg                       | Tijd       |
|                   | Team Garmin-Cervélo         | 258u18'49" |
| 2                 | Team Leopard-Trek           | +11'04"    |
| 3                 | AG2R-La Mondiale            | +11'20"    |
| 4                 | Team Europcar               | +41'53"    |
| 5                 | Euskaltel-Euskadi           | +52'00"    |
| 6                 | Sky ProCycling              | +58'24"    |
| 7                 | Team Katjoesja              | +1u09'39"  |
| 8                 | Saxo Bank-Sungard           | +1u16'12"  |
| 9                 | Française des Jeux          | +1u30'16"  |
| 10                | Cofidis, le crédit en ligne | +1u47'29"  |

## Nevenklassementen
| Puntenklassement |                    |                    |        |
| Plaats           | Naam               | Ploeg              | Punten |
| Groene trui      | Mark Cavendish     | Team HTC-High Road | 334    |
| 2                | José Joaquín Rojas | Team Movistar      | 272    |
| 3                | Philippe Gilbert   | Omega Pharma-Lotto | 236    |
|                  |                    |                    |        |
| 40               | Johnny Hoogerland  | Vacansoleil-DCM    | 31     |

| Bergklassement |                   |                    |        |
| Plaats         | Naam              | Ploeg              | Punten |
| Bolletjestrui  | Samuel Sánchez    | Euskaltel-Euskadi  | 108    |
| 2              | Andy Schleck      | Team Leopard-Trek  | 98     |
| 3              | Jelle Vanendert   | Omega Pharma-Lotto | 74     |
|                |                   |                    |        |
| 10             | Johnny Hoogerland | Vacansoleil-DCM    | 40     |

| Jongerenklassement |                 |                             |           |
| Plaats             | Naam            | Ploeg                       | Tijd      |
| Witte trui         | Pierre Rolland  | Team Europcar               | 86u23'05" |
| 2                  | Rein Taaramäe   | Cofidis, le crédit en ligne | +46"      |
| 3                  | Jérôme Coppel   | Saur-Sojasun                | +7'53"    |
|                    |                 |                             |           |
| 5                  | Rob Ruijgh      | Vacansoleil-DCM             | +22'21"   |
| 13                 | Thomas De Gendt | Vacansoleil-DCM             | +1u42'55" |

1e etappe ·
2e etappe ·
3e etappe ·
4e etappe ·
5e etappe ·
6e etappe ·
7e etappe ·
8e etappe ·
9e etappe ·
10e etappe ·
11e etappe ·
12e etappe ·
13e etappe ·
14e etappe ·
15e etappe ·
16e etappe ·
17e etappe ·
18e etappe ·
19e etappe ·
20e etappe ·
21e etappe
Startlijst · Eindstanden · Afbeeldingen